# Idaea contiguata
Idaea contiguata là một loài bướm đêm trong họ Geometridae.